# Colo-Colo
Club Social y Deportivo Colo-Colo je chilský fotbalový klub, hrající tamní nejvyšší soutěž Primera División. Byl založen 19. dubna 1925. Své domácí zápasy hraje na stadionu Estadio Monumental David Arellano v chilském hlavním městě Santiago de Chile.

## Historie
Klub založil v roce 1925 David Arellano s několika spoluhráči z klubu CD Magallanes, odkud odešli kvůli sporům s vedením, které nechtělo přejít mezi profesionály. Nový klub pojmenovali podle vůdce Mapučů, kterým byl Colocolo. Hned v prvním roce vyhráli regionální soutěž Liga Central de Football, což se jim podařilo i v letech 1928 až 1930. Mezi těmito úspěchy však došlo k tragédii, když 2. května 1927 v zápase proti Realu Valladolid v rámci evropského turné, byl zraněn kapitán a zakladatel David Arellano, který druhý den na následky úrazu zemřel.

### Profesionální éra
Na začátku třicátých let se přední chilské kluby dohodly na vytvoření profesionální ligy. Její první ročník se hrál v roce 1933 a vítězem se CD Magallanes. Colo-Colo vyhráli svůj první titul v roce 1937.
Colo-Colo se dvakrát probojoval do finále Poháru osvoboditelů. V roce 1973 nestačil na CA Independiente, když i třetí finálový zápas skončil zápas remízou a rozhodovalo prodloužení, ve kterém byl šťastnější argentinský celek. V roce 1991 se hráči Colo-Colo radovali ze zisku trofeje, když ve finále porazili paraguayský Club Olimpia 0:0 a 3:0.

## Stadion

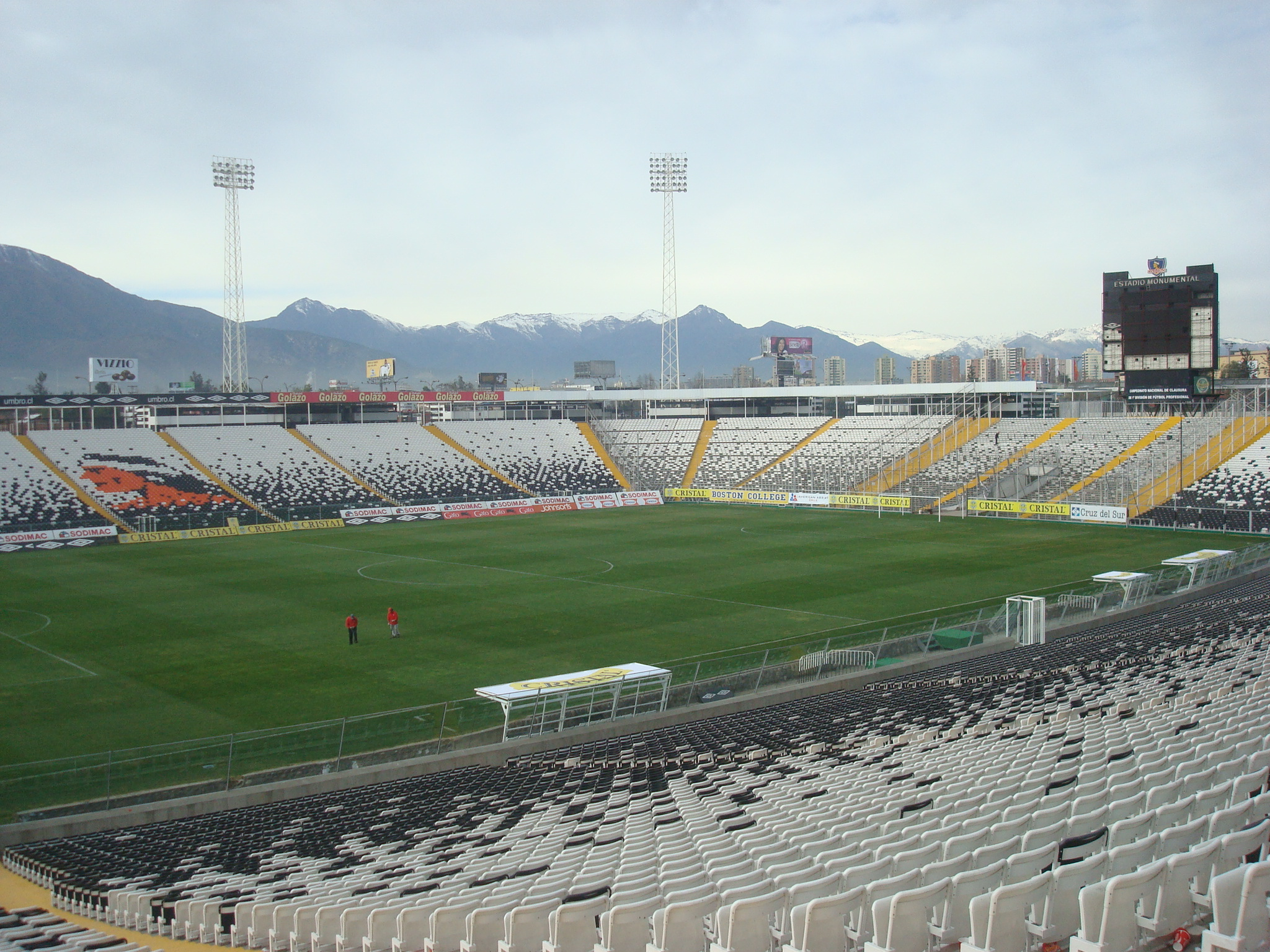
Estadio Monumental David Arellano

Estadio Monumental David Arellano s kapacitou 45 953 diváků je sídlem klubu od 30. září 1989, kdy byl slavnostně otevřen zápasem s uruguayským celkem CA Peñarol.

## Významní hráči
- David Arellano
- Claudio Borghi
- Iván Zamorano
- Arturo Vidal
- Alexis Sánchez
- Lucas Barrios

## Úspěchy
- 30× mistr 1. chilské ligy: (1937, 1939, 1941, 1944, 1947, 1953, 1956, 1960, 1963, 1970, 1972, 1979, 1981, 1983, 1986, 1989, 1990, 1991, 1993, 1996, 1997 Clausura, 1998, 2002 Clausura, 2006 Apertura, 2006 Clausura, 2007 Apertura, 2007 Clausura, 2008 Clausura, 2009 Clausura, 2014 Clausura)
- 10× vítěz chilského poháru (1958, 1974, 1981, 1982, 1985, 1988, 1989, 1990, 1994, 1996)
- 1× vítěz Copa Libertadores (1991)
- 1× vítěz Recopa Sudamericana (1992)
- 1× vítěz Copa Interamericana (1992)
- 1× druhý za vítězem Copa Sudamericana (2006)